# Dominic Eibu
Dominic Eibu MCCJ (* 30. April 1970 in Lwala) ist ein ugandischer Ordensgeistlicher und römisch-katholischer Bischof von Kotido.

## Leben
Dominic Eibu trat der Ordensgemeinschaft der Comboni-Missionare bei, studierte Philosophie am Queen of Apostles Philosophy Centre in Jinja und legte am 16. Mai 1998 im Wallfahrtsort Namugongo die erste Profess ab. Theologie studierte er anschließend an der Päpstlichen Universität Gregoriana in Rom. Am 12. Januar 2002 legte er die ewige Profess ab und empfing am 15. August desselben Jahres das Sakrament der Priesterweihe.
Nach weiteren Studien in Arabistik und Islamstudien in Kairo und am Päpstlichen Institut für Arabische und Islamische Studien erwarb er das Lizenziat. Von 2005 bis 2016 war er Schulleiter in Khartum. Zeitweise war er Vizeprovinzial der Comboni-Missionare in Khartum und gehörte im Erzbistum Khartum dem Konsultorenkollegium sowie dem Priesterrat an. Ab 2017 war er in Kairo in der Pfarrseelsorge und als Schulleiter tätig. Zudem war er Vizeprovinzial für Ägypten und den Sudan sowie Mitglied des Bildungskomitees des UNHCR.
Am 25. Oktober 2022 ernannte ihn Papst Franziskus zum Bischof von Kotido in seinem Heimatland Uganda. Am 14. Januar des folgenden Jahres empfing er die Bischofsweihe.